# سارخاني (خبر بافت)
سارخاني (بالفارسية: سارخانی) هي قرية تقع في إيران في Khabar Rural District. يقدر عدد سكانها بـ 53 نسمة بحسب إحصاء 2016.